# Championnat du Luxembourg de football 1970-1971
Navigation
Saison précédente Saison suivante
La saison 1970-1971 du Championnat du Luxembourg de football était la 57e édition du championnat de première division au Luxembourg. Les douze meilleurs clubs du pays se retrouvent au sein d'une poule unique, la Division Nationale, où ils s'affrontent deux fois, à domicile et à l'extérieur. À l'issue du championnat, les deux derniers du classement sont relégués et remplacés par les deux meilleurs clubs de Division d'Honneur, la deuxième division luxembourgeoise.
C'est le club de l'Union Luxembourg qui remporte le titre national cette saison en terminant en tête du classement final, avec 8 points d'avance sur le duo composé de l'Aris Bonnevoie et du tenant du titre, la Jeunesse d'Esch. C'est le 3e titre de champion du Luxembourg de l'histoire de l'Union. À noter en Coupe du Luxembourg la victoire inattendue d'un club de Division d'Honneur, la Jeunesse Hautcharage.

## Les 12 clubs participants
| - SC Tétange - Stade Dudelange - CS Grevenmacher - Promu de Division d'Honneur - US Rumelange - CA Spora Luxembourg - Aris Bonnevoie | - AS La Jeunesse d'Esch - Union Luxembourg - Alliance Dudelange - Promu de Division d'Honneur - Avenir Beggen - Red Boys Differdange - Progrès Niedercorn |

## Compétition

### Classement
Le barème utilisé pour établir le classement est le suivant :
- Victoire : 2 points
- Match nul : 1 point
- Défaite : 0 point

| Rang | Équipe                 | Pts | J  | G  | N  | P  | Bp | Bc | Diff |
| ---- | ---------------------- | --- | -- | -- | -- | -- | -- | -- | ---- |
| 1    | Union Luxembourg       | 37  | 22 | 15 | 7  | 0  | 55 | 24 | +31  |
| 2    | Aris Bonnevoie         | 29  | 22 | 12 | 5  | 5  | 51 | 32 | +19  |
| 3    | Jeunesse d'Esch (T)    | 29  | 22 | 12 | 5  | 5  | 51 | 33 | +18  |
| 4    | Avenir Beggen          | 24  | 22 | 10 | 4  | 8  | 29 | 35 | -6   |
| 5    | CA Spora Luxembourg    | 23  | 22 | 8  | 7  | 7  | 38 | 28 | +10  |
| 6    | Red Boys Differdange   | 21  | 22 | 9  | 3  | 10 | 41 | 40 | +1   |
| 7    | US Rumelange           | 21  | 22 | 8  | 5  | 9  | 36 | 39 | -3   |
| 8    | Alliance Dudelange (P) | 21  | 22 | 5  | 11 | 6  | 32 | 36 | -4   |
| 9    | Progrès Niedercorn     | 20  | 22 | 8  | 4  | 10 | 48 | 51 | -3   |
| 10   | SC Tétange             | 17  | 22 | 6  | 5  | 11 | 30 | 41 | -11  |
| 11   | Stade Dudelange        | 14  | 22 | 5  | 4  | 13 | 39 | 55 | -16  |
| 12   | CS Grevenmacher (P)    | 8   | 22 | 1  | 6  | 15 | 26 | 62 | -36  |

|  | Qualification pour la Coupe d'Europe des clubs champions 1971-1972                           |
|  | Qualification pour la Coupe des Coupes 1971-1972                                             |
|  | Qualification pour la Coupe UEFA 1971-1972                                                   |
|  | Relégation en Division d'Honneur                                                             |
|  | (T) Tenant du titre (C) Vainqueur de la Coupe du Luxembourg (P) : Promu de deuxième division |

## Bilan de la saison
| Championnat du Luxembourg de football 1970-1971 |                                           |
| Champion                                        | Union Luxembourg (3e titre)               |
| Coupes et trophées                              |                                           |
| Vainqueur de la Coupe du Luxembourg 1970-1971   | Jeunesse Hautcharage (Division d'Honneur) |
| Qualifications continentales                    |                                           |
| Coupe d'Europe des clubs champions 1971-1972    | Union Luxembourg                          |
| Coupe des Coupes 1971-1972                      | Jeunesse Hautcharage                      |
| Coupe UEFA 1971-1972                            | Aris Bonnevoie                            |
| Promotions et relégations                       |                                           |
| Promus en Division Nationale                    | Etzella Ettelbruck                        |
| Promus en Division Nationale                    | National Schifflange                      |
| Relégués en Division d'Honneur                  | Stade Dudelange                           |
| Relégués en Division d'Honneur                  | CS Grevenmacher                           |